# Hexomyza salicis
Hexomyza salicis är en tvåvingeart som först beskrevs av Malloch 1913.  Hexomyza salicis ingår i släktet Hexomyza och familjen minerarflugor. Inga underarter finns listade i Catalogue of Life.